# Total Plaza
Total Plaza (Louisiana Place) – wieżowiec w centrum Houston w Stanach Zjednoczonych. Ma 158 metrów wysokości i 35 pięter. Jego budowa została ukończona w roku 1971. Zaprojektowaniem zajęła się firma Lloyd, Morgan & Jones.